# Nationale Denktank
De Nationale DenkTank is een Nederlandse stichting die onderzoek doet naar maatschappelijke problemen. Jaarlijks rekruteert de Denktank twintig tot vijfentwintig masterstudenten, net-afgestudeerden en promovendi om zich over een actueel maatschappelijk thema te buigen. In de eerste editie (2006) ging over de zorgsector, in de tweede editie (2007) boog de Denktank zich over het thema onderwijs, in de derde editie (2008) over het thema leefstijl van jongeren en in de vierde editie (2009) over het thema energiebesparing. De vijfde editie (2010) ging over het thema Vertrouwen en de zesde editie (2011) behelsde het thema Het Werken van de Toekomst. In 2012 ging het over de duurzaamheid in de voedselketen en in 2013 ging het over de zorg voor gezondheid.

## Ontstaan
De stichting De Nationale DenkTank is ontstaan uit de wedstrijd ‘Boven het maaiveld’ die in 2004 door de Stichting Avond van de Wetenschappen en Maatschappij is uitgeschreven naar aanleiding van haar eerste lustrum. Het is bedoeld om de wetenschap en maatschappij dichter bij elkaar te brengen. De Avond van de Wetenschappen en Maatschappij is gericht op een wat ouder publiek. Als tegenhanger hiervan werd het denktank-idee ontwikkeld. De presentatie van het denktank-idee op 5 november 2004 kreeg veel respons waarna het idee verder is ontwikkeld tot het huidige concept.

## Impact
De DenkTank heeft vijf rapporten uitgebracht met adviezen. Deze adviezen hebben veel aandacht gekregen in de pers, bijvoorbeeld in het achtuurjournaal van de NOS en RTL, voorpagina-artikelen bij de Telegraaf, het Financieel Dagblad en De Spits, en radio-uitzendingen van Radio 1, Radio 2 en BNR.
De DenkTank adviseerde bijvoorbeeld om een Persoonlijk Assistent voor Leraren (PAL) in te stellen. De PAL moet de werkdruk van leraren verminderen door taken over te nemen van leraren waarvoor geen leraarbevoegdheid nodig is (bijvoorbeeld surveilleren of administratieve taken). PALs zijn vaak studenten of promovendi of juist wat oudere mensen die graag wat in het onderwijs zouden willen doen. De PAL zou er ook toe moeten leiden dat mensen verleid worden om leraar te worden.

## De Jonge Maatschappij
De Jonge Maatschappij, die kan worden beschouwd als een jongerenafdeling van de Koninklijke Hollandsche Maatschappij der Wetenschappen, werd opgericht in 2007, en bestaat uit jonge onderzoekers en professionals die deelgenomen hebben aan de Nationale Denktank. Elk jaar worden circa 20 nieuwe leden van De Jonge Maatschappij geselecteerd.